# كفار هس
كفار هس (هيس) (بالعبرية: כְּפַר הֶס) هو موشاف (قرية) في وسط إسرائيل يقع في سهل شارون إلى الجنوب الشرقي من تل موند ويغطي مسحاة 3900 دونم، ويقع ضِمن نطاق مجلس ليف هشارون الإقليمي. في 2019، بلغ عدد سكانه 1,593.

## التاريخ
تأسست القرية عام 1931 كجزء من استيطان الألف، بجانب حيروت وعين فيرد وتل موند وكفار زيف، وشكلت جزءًا من غوش تل موند. سميت على اسم موسى هيس، الفيلسوف اليهودي العلماني وأحد مؤسسي الاشتراكية والفكر الصهيوني العمالي .

## سكان بارزون
- جيورا إيلاند
- رام روتبرغ

## وصلات خارجية
- موقع القرية نسخة محفوظة 12 يونيو 2010 على موقع واي باك مشين. (بالعبرية)